# Punta Aga
Punta Aga (en inglés: Aga Point) es el punto más meridional de la isla principal del territorio estadounidense de Guam en el océano Pacífico. Está situado entre las localidades de Merizo e Inarajan. Las únicas partes de Guam más al sur, son la isla del Coco y parte de su entorno en la barrera de coral Merizo.